# Mari Pau Domínguez
María Pau Domínguez Cutillas (Sabadell, Barcelona, 12 de junio de 1963) es una periodista y escritora española.

## Trayectoria
Tras finalizar sus estudios, comenzó a trabajar en los medios escritos de su tierra natal, y colaboró con El Periódico de Catalunya y Diario 16.
En televisión debutó en los servicios informativos de TVE Cataluña, en San Cugat. 
En 1989 fue fichada por Jesús Hermida para incorporarse a la plantilla de su magacín Por la mañana.
En abril de 1990 fue designada para presentar el Telediario fin de semana, junto a Francine Gálvez. Sin embargo, tan sólo tres meses después, abandonó el informativo para incorporarse a Catalunya Ràdio.
En 1991 regresó a Madrid y se hizo cargo de Telenoticias 3, el informativo de medianoche de la cadena autonómica Telemadrid, donde permaneció hasta 1993.
En 1994 regresó a TVE con el programa de entrevistas ¿Y quién es él?, en el que entrevistó a personajes como Antonio Gala.
Dos años después se hizo cargo del magacín radiofónico A vivir que son dos días, de la Cadena SER durante los meses de verano. 
En septiembre de 1997 volvió a Telemadrid con un programa de testimonios, titulado La hora de Mari Pau, que se mantuvo en antena hasta marzo de 1999.
Su siguiente proyecto fue en la entonces recién creada Castilla-La Mancha Televisión, donde se hizo cargo del informativo desde 2001.
En septiembre de 2008 comenzó su participación en el programa Queremos hablar de Punto Radio, presentado por Ana García Lozano. También colaboró, en diversas publicaciones, destacando la revista semanal Yo Dona, del periódico El Mundo.
En septiembre de 2011 regresó a televisión como colaboradora en el programa Te damos la tarde presentado Nieves Herrero en Trece. Posteriormente sus colaboraciones se extendieron a otros programas de debate político como: El cascabel, Más claro agua, Hoy es noticia y La Marimorena en Trece; Más vale tarde en La Sexta; Más Madrid y Las Claves del Día en Telemadrid yAmigas y conocidas en La 1.

En mayo de 2016 se incorporó al consejo de administración de Radio Televisión Madrid a propuesta de Ciudadanos organismo del que en mayo de 2017 fue elegida presidenta por mayoría absoluta de sus miembros –(seis votos a favor frente a tres en contra)– sustituyendo a Salvador Molina. 
Renunció al cargo en enero de 2018 para dedicarse a "nuevos proyectos profesionales". Fue sustituida por la periodista Elsa González.
En noviembre de 2017 anunció una colaboración semanal con el diario ABC para recrear literariamente los crímenes que más han impactado a la sociedad a lo largo de la historia.
En 2018-2019 es colaboradora en la tertulia de La mañana en La 1.

## Publicaciones
Ha publicando ensayos, libros de humor y novela histórica
- Aprendices de divos (1994).
- La ex siempre llama dos veces (1993), con Beatriz Pérez-Aranda.
- La tumba del irlandés (2000).
- Ahora o nunca : cuando se pone en marcha el reloj biológico (2001).
- Dime que no eres tú (2006).
- El Diamante de la reina (2008)
- La casa de los siete pecados (2009), premiado con el I Premio CajaGranada Fundación de novela histórica.
- Una diosa para el rey (2011), novela histórica.
- Las dos vidas del capitán (2014), novela histórica sobre la vida de Diego de Alvear y Ponce de León.
- La corona maldita (2016), novela histórica sobre Felipe V de España.
- La nostalgia del limonero (2019).

## Vida personal
Estuvo casada con el periodista Paco Lobatón entre 1992 y 2012 con quien tiene una hija. 
En septiembre de 2017 el juzgado de Violencia sobre la Mujer n.º 5 de Madrid, condenó al periodista José Manuel Yáñez que mantenía una relación con Domínguez hasta 2016, por "acoso constante" y quebrantar la orden de alejamiento emitida meses antes.